# Soames (Automarke)
Soames war eine britische Automarke.

## Beschreibung
Langden Davies Motor Co. Ltd. in Southwark (London) stellte von 1903 bis 1904 Automobile her. Es waren sowohl Pkw als auch Lkw.
Der Pkw hatte einen Zweizylinder-Reihenmotor und Kettenantrieb. Nur wenige Exemplare wurden gebaut.